# (3693) Barringer
(3693) Barringer (1982 RU) – planetoida z grupy pasa głównego asteroid okrążająca Słońce w ciągu 5,58 lat w średniej odległości 3,14 au Odkrył ją Edward Bowell 15 września 1982 roku.